# Kweda Sakara
Kweda Sakara – wieś w Gruzji, w regionie Imeretia, w gminie Zestaponi. W 2014 roku liczyła 1989 mieszkańców.